# Gundel Katalin
Gundel Katalin (teljes nevén Gundel Katalin Paulina) (Budapest, 1910. május 2. – Balatonszemes, 2010. június 13.) a Gundel família tagja, Latinovits Zoltán, Bujtor István és Frenreisz Károly édesanyja.

## Élete
1910-ben született, édesapja Gundel Károly vendéglős és gasztronómiai művek írója, édesanyja Blasutigh Margit.
1930. október 11-én Budapesten, a Terézvárosban házasságot kötött Latinovits Oszkár földbirtokossal, majd 1931. szeptember 9-én, Budapesten életet adott első gyermekének, Latinovits Zoltánnak. A későbbi „Színészkirály” saját bevallása szerint nagyapja, Gundel Károly éttermében, „éppen Krúdy Gyula bácsi asztala fölött” született.
Az édesapa gyermeke születése után nem sokkal, 1932-ben elvált nejétől, és elhagyta a családot. Katalin 1941-ben férjhez ment Frenreisz István orvoshoz, akitől még két gyermeke született: István, aki Bujtor István (1942–2009) néven színész, és Frenreisz Károly (1946), aki zenész lett.